# Антички водовод Манђелос—Сремска Митровица
Антички водовод Манђелос—Сремска Митровица изградили су Римљани који су каптирали планински извор Врањаш у подножју Фрушке горе и на тај начин организовано снабдевали град Сирмијум пијаћом водом.
Водовод је био од камена, дужине 14 km, са каналом четвороугаоног профила, вертикалним зидовима висине 64 cm и дном ширине 81 cm. Све до 1908. године били су сачувани делови овог водовода. Градски магистрат тада је одлучио да поруши све његове остатке да би био добијен материјал за изградњу пута до Манђелоса, рушен је водовод и паралелном трасом грађен пут. Немоћан да спречи, митровачки учитељ и археолог Игњат Јунг (1860—1915) из протеста је тада напустио град.